# 장 지로

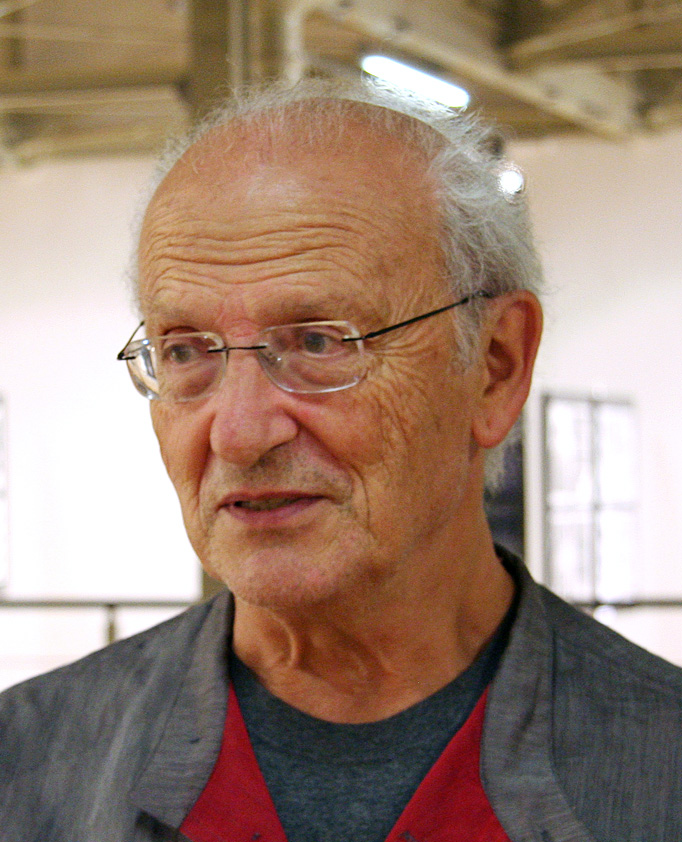
장 지로

장 앙리 가스통 지로(Jean Henri Gaston Giraud, 1938년 3월 8일 ~ 2012년 3월 10일)는 뫼비위스(Mœbius)라는 필명으로 잘 알려진 프랑스의 만화가이다. 작품 《블루베리》로 잘 알려져 있다.